# Ліза Марі Уайт
Ліза Марі Уайт (народилася 24 травня 1993 року) — сінгапурська модель, виграла титул Міс Всесвіт Сінгапур 2015, представляла Сінгапур на конкурсі Міс Всесвіт 2015.

## Життя та кар'єра

### Освіта
Ліза Марі навчалася в середній школі Святих Невинних з 2006 по 2009 рік. Дівчина вивчала візуальний мерчандайзинг в Центральному коледжі Інституту технічної освіти (ITE). 

### Конкурсна кар'єра
19 вересня 2015 року Ліза стала Міс Всесвіт Сінгапур 2015 у Амбер Лоундж, Сінгапур. Її обрали в процесі набору та відбору за закритими дверима. Як Міс Всесвіт Сінгапур, Ліза Марі Уайт брала участь у конкурсі Міс Всесвіт 2015 у Лас-Вегасі, США, 20 грудня 2015 року, але не здобула корону. 

### Акторська кар'єра
Після того, як Ліза здобула перемогу в конкурсі, вона продовжила зніматися в телесеріалі "Танглін" телевізійної мережі Mediacorp, де зіграла медсестру на ім'я Елейн. 